# The Last Truck: Closing of a GM Plant
The Last Truck: Closing of a GM Plant é um documentário de 2009 dirigido por Steven Bognar e Julia Reichert, que retrata o fechamento da Moraine Assembly, uma fábrica de automóveis da General Motors, localizada em Moraine, no Ohio. Como reconhecimento, foi nomeado ao Oscar 2010 na categoria de Melhor Documentário em Curta-metragem.